# Distretto di Si Thep
Il distretto di Si Thep (in thailandese: ศรีเทพ) è un distretto (amphoe) della Thailandia, situato nella provincia di Phetchabun.